# Mistrzostwa Panamerykańskie w Judo 2006
31. Mistrzostwa panamerykańskie w judo odbywały się w dniach 25-26 maja 2006 roku w Buenos Aires. W tabeli medalowej tryumfowali judocy z Kuby.

## Klasyfikacja medalowa
| Miejsce | Państwo           |    |    |    | Razem |
| ------- | ----------------- | -- | -- | -- | ----- |
| 1       | Kuba              | 7  | 4  | 5  | 16    |
| 2       | Brazylia          | 6  | 6  | 4  | 16    |
| 3       | Kanada            | 2  | 2  | 6  | 10    |
| 4       | Wenezuela         | 2  | 1  | 4  | 7     |
| 5       | Dominikana        | 1  | 0  | 1  | 2     |
| 6       | Stany Zjednoczone | 0  | 2  | 4  | 6     |
| .       | Argentyna         | 0  | 2  | 4  | 6     |
| 8       | Ekwador           | 0  | 1  | 3  | 4     |
| 9       | Portoryko         | 0  | 0  | 4  | 4     |
| 10      | Meksyk            | 0  | 0  | 1  | 1     |
| Razem   | Razem             | 18 | 18 | 36 | 72    |

## Medaliści

### Mężczyźni
| Konkurencja: | Złoto:             | Srebro:         | Brąz:                           |
| −55 kg       | Robert Gómez       | Jorge Morales   | Carlos Tenesaca Thiago Aoki     |
| −60 kg       | Frazer Will        | Jeremy Liggett  | Javier Guédez Denílson Lourenço |
| −66 kg       | Yordanis Arencibia | Leandro Cunha   | Sasha Mehmedovic Ludwing Ortiz  |
| −73 kg       | Moacir Mendes      | Rodrigo Lucenti | Richard León Ronald Girones     |
| −81 kg       | Flávio Canto       | Tyler Boras     | Emmanuel Lucenti Aaron Cohen    |
| −90 kg       | Hugo Pessanha      | Jorge Benavides | Eduardo Costa José Camacho      |
| −100 kg      | Oreidis Despaigne  | Mário Sabino    | Teófilo Diek Alexandru Ciupe    |
| ponad 100 kg | Daniel Hernandes   | Oscar Braison   | Trevor McAlpine Pablo Figueroa  |
| Open         | Carlos Honorato    | Oscar Braison   | Claudio Zupo Pablo Figueroa     |

### Kobiety
| Konkurencja: | Złoto:              | Srebro:            | Brąz:                                  |
| −44 kg       | Milagros González   | Diana Cobos        | Dayaris Mestre Lorrayne Costa          |
| −48 kg       | Yanet Bermoy        | Daniela Polzin     | Isabel Latulippe Sayaka Matsumoto      |
| −52 kg       | Aminata Sall        | Melissa Rodríguez  | Érika Miranda Edilia Amorós            |
| −57 kg       | Yurisleidys Lupetey | Danielle Zangrando | Valerie Gotay Diana Villavicencio      |
| −63 kg       | Yaritza Abel        | Ronda Rousey       | Daniela Krukower Marie-Hélène Chisholm |
| −70 kg       | Yalennis Castillo   | Kelly Silva        | Katie Mocco Catherine Roberge          |
| −78 kg       | Edinanci da Silva   | Amy Cotton         | Yurisel Laborde Lorena Briceño         |
| ponad 78 kg  | Ibis Dueñas         | Giovanna Blanco    | Carmen Chalá Melissa Mojica            |
| Open         | Giovanna Blanco     | Priscila Marques   | Melissa Mojica Ibis Dueñas             |